# Panský diel
Panský diel (1100 m) – szczyt w Starohorskich Wierchach na Słowacji. Wznosi się w ich południowo-zachodniej części nad Bańską Bystrzycą. Jest zwornikiem; główny grzbiet Starohorskich Wierchów rozgałęzia się w nim na dwa ramiona:
- zachodnie, niżej zakręcające na południe. Jest na nim szczyt Horný diel (996 m),
- południowe ze szczytami Hrádok (839 m) i Búčičie (629 m)[1].

Pomiędzy grzbiety te wcina się Sasovská dolina.
Panský diel wznosi się nad trzema dolinami: Banská dolina, Sasovská dolina i Nemčianska dolina. Jego wierzchołek i szczytowe partie grzbietu są trawiaste. To hale pasterskie. Dzięki trawiastym terenom jest on dobrym punktem widokowym. Panorama widokowa ze szczytu obejmuje szczyty Starohorskich Wierchów, Wielkiej Fatry i Gór Kremnickich oraz Dolinę Górnego Hronu. Cała góra znajduje się w otulinie Parku Narodowego Niżne Tatry.
Pansky diel jest łatwo rozpoznawalny, gdyż na jego szczycie wznosi się maszt z antenami przekaźników telekomunikacyjnych. Jest też na nim kilka wyciągów narciarskich z ośrodków narciarskich Šachtička i Špania Dolina oraz z Nemčianskiej doliny.

## Turystyka
Przez szczyt przechodzi jeden szlak turystyczny.
  Špania Dolina, banská klopačka – Šachtička – Zadná Vapenná –  Panský diel – Hrádok – Búčičie – Sásová (Bańska Bystrzyca). Odległość 8,1 km, suma podejść 405 m, suma zejść 605 m, czas przejścia 2:50 h, z powrotem 3 h.

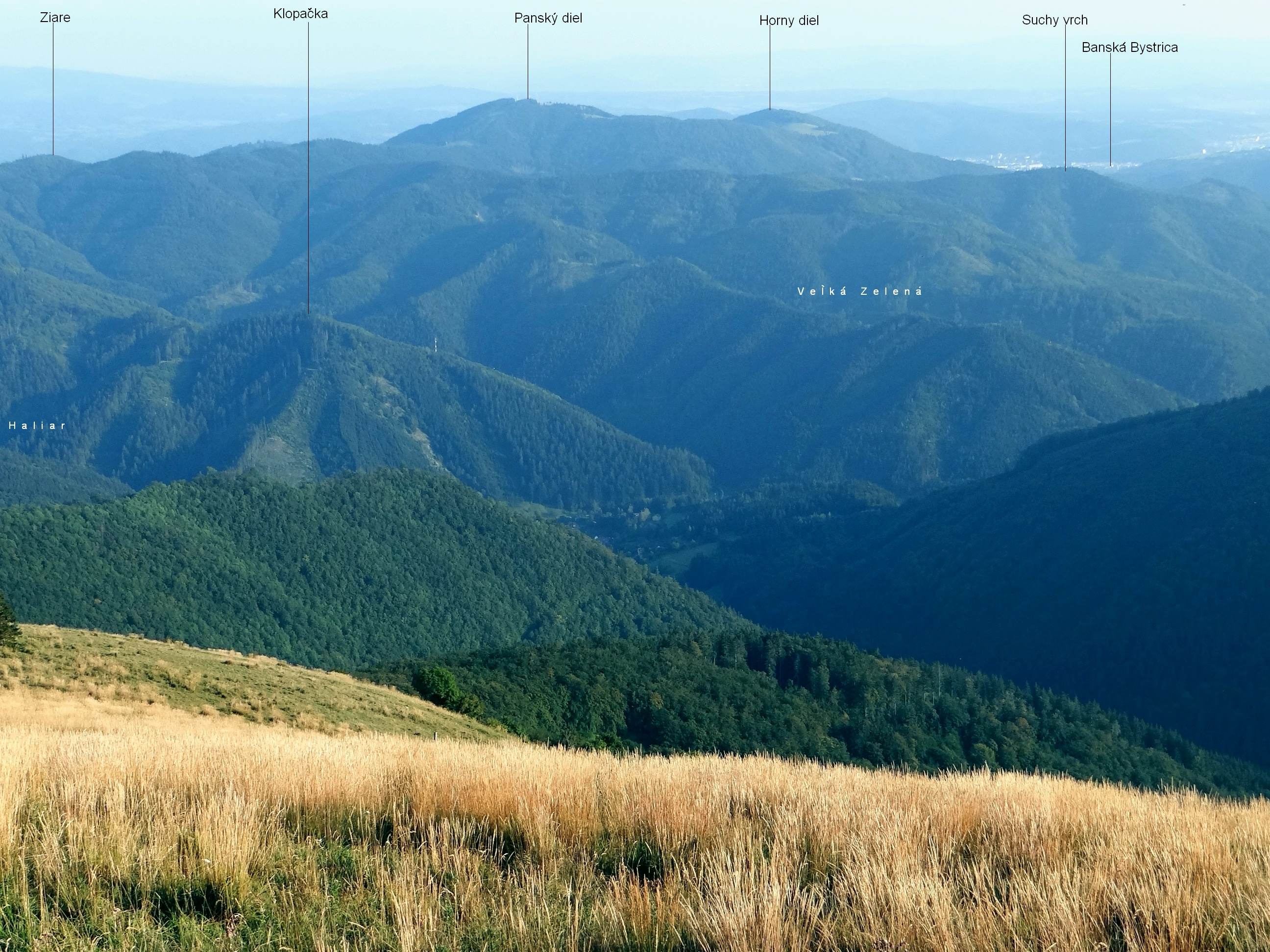
Widok z wzniesienia Líška